# Katarina Johnson-Thompson

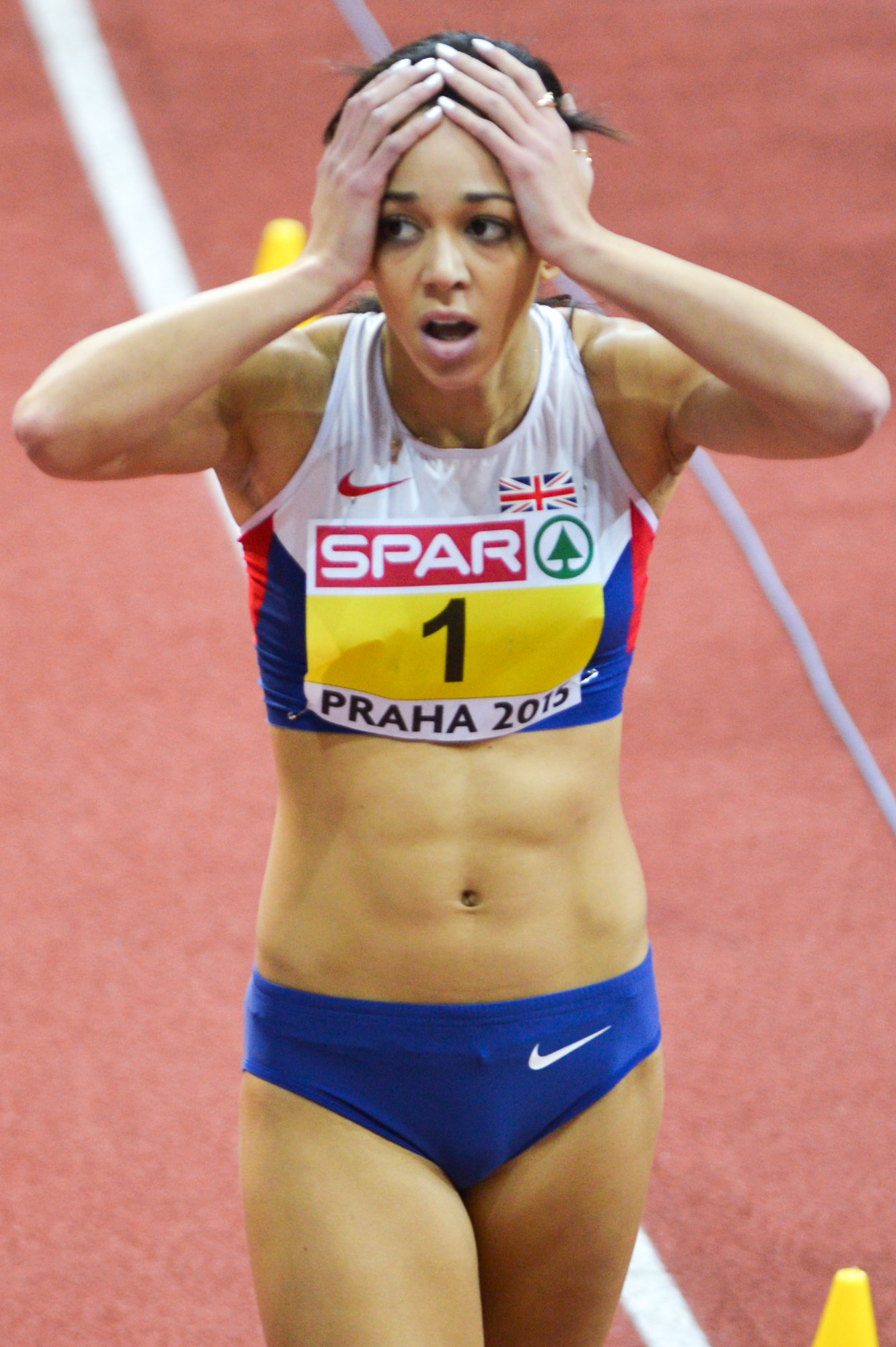
Katarina Johnson-Thompson heeft de vijfkamptitel behaald tijdens de EK indoor in 2015, Praag, maar realiseert zich ook dat zij het wereldrecord op de vijfkamp op 13 punten na heeft gemist.

Katarina Mary Johnson-Thompson (Liverpool, 9 januari 1993) is een Britse atlete, die zich heeft toegelegd op de meerkamp. Daarnaast boekt ze vooral op individuele nummers als het hoogspringen en verspringen succes. Op beide onderdelen is zij Brits indoorrecordhoudster. Als meerkampster werd zij op zestienjarige leeftijd wereldkampioene bij de B-junioren (U18) en Europees kampioene U23 in 2013, waarna zij twee jaar later haar eerste titel bij de senioren veroverde: Europees indoorkampioene op de vijfkamp. Als verspringster werd zij op negentienjarige leeftijd wereldkampioene bij de junioren in 2012. In dat jaar nam zij tevens voor het eerst deel aan de Olympische Spelen.

## Loopbaan

### Eerste successen en knieblessure
Johnson-Thompson deed voor het eerst van zich spreken in 2009 op de wereldkampioenschappen voor junioren jonger dan 18 jr. in Brixen, Italië, waar zij goud veroverde op de zevenkamp. Vervolgens werd zij dat jaar op de Europese jeugdkampioenschappen in Novi Sad achtste op de zevenkamp met 5375 punten.
In 2010 kwam zij nauwelijks in actie, omdat zij lange tijd werd gehinderd door een knieblessure (springersknie). Het jaar erna stond in het teken van het toewerken naar het oude niveau. Het leverde haar op de Europese jeugdkampioenschappen in Tallinn een zesde plaats op met 5787 punten, 366 minder dan de Nederlandse winnares Dafne Schippers.

### OS in Londen
In 2012 had de Britse de eerder opgelopen achterstand volledig overbrugd en was zij reeds vroeg in vorm, wat ze bewees door tijdens de Multistars wedstrijd in het Italiaanse Desenzano del Garda op de zevenkamp 6007 punten te scoren, een verbetering van het Britse jeugdrecord van Jessica Ennis. Het was ook voorbij de B-limiet voor de Olympische Spelen in Londen. Eventuele twijfel over haar vorm drukte ze vervolgens in juni de kop in door tijdens de TNT-Fortuna Meeting in het Tsjechische Kladno 6248 punten te verzamelen, waarbij zij op zes onderdelen PR-prestaties leverde. Dit was ruim voorbij de A-limiet van 6150 punten voor de Spelen.
Om zich te sparen koos zij op de wereldkampioenschappen voor junioren in Barcelona voor het verspringen en de 100 m horden. Op het eerste onderdeel won zij zelfs met een sprong van 6,81 m de gouden medaille.
Op de Spelen in Londen kwam zij vervolgens op de zevenkamp opnieuw tot een verbetering van haar eigen nationale jeugdrecord met een score van 6267 punten. Het leverde haar in de door haar landgenote Jessica Ennis gewonnen wedstrijd een vijftiende plaats op.

### Winst op Hypo Meeting
Een jaar later bleek Katarina Johnson-Thompson zich als meerkampster alweer verder te hebben ontwikkeld. Met een totaal van 6447 punten, 28 minder dan de als derde geëindigde Dafne Schippers, werd zij vijfde op de zevenkamp tijdens de wereldkampioenschappen in Moskou.
In 2014 concentreerde zij zich tijdens het indoorseizoen op enkele individuele nummers. Bij de Britse indoorkampioenschappen werd ze hoogspringkampioene met 1,96 m, een verbetering van het nationale indoorrecord. Bij de wereldindoorkampioenschappen in Sopot gaf zij vervolgens de voorkeur aan het verspringen waarop zij, net als twee jaar eerder op de WK voor junioren, 6,81 m sprong. Deze keer leverde deze afstand haar een zilveren medaille op achter de Française Éloyse Lesueur, die haar met een beste sprong van 6,85 m nipt voor bleef. Eind mei won de Britse vervolgens op de prestigieuze Hypo Meeting in het Oostenrijkse Götzis de zevenkamp met 6682 punten, wat op dat moment de beste wereldjaarprestatie was. De rest van het seizoen ging verloren vanwege een voetblessure.

### Goud op EK indoor
In 2015 had Johnson-Thompson haar blessureperikelen echter overwonnen en was zij al vroeg in vorm. Op de Britse indoorkampioenschappen op 14 februari 2015 verbeterde zij bij het hoogspringen haar eigen nationale record van 1,96 van het jaar ervoor door ditmaal over 1,97 te springen. Voordat Johnson-Thompson zich ermee ging bemoeien, had het Britse indoorrecord gedurende zeventien jaar op 1,95 gestaan. Een week later verbeterde zij in Birmingham nu ook het nationale indoorrecord bij het verspringen en bracht het op 6,93. Hoeveel die vroege vorm op met name de beide springnummers waard was, bleek vervolgens op de EK indoor in Praag, waar zij niet alleen beide springnummers, maar ook de twee loopnummers won, waarna haar slechte resultaat bij het kogelstoten (slechts dertiende met 12,32) de eindzege niet in gevaar bracht. Met precies 5000 punten, een nationaal record, bleef zij haar naaste belager Nafissatou Thiam ruim 300 punten voor. Een iets betere score bij het kogelstoten zou haar ongetwijfeld tevens aan een wereldrecord hebben geholpen, want daar bleef zij nu slechts dertien punten bij vandaan.
Later dat jaar, bij de WK in Peking, was het echter niet het kogelstoten, maar het verspringen dat haar de das omdeed. Nadat zij de eerste dag van de zevenkamp in de Chinese hoofdstad had afgesloten met een uitstekende tweede plaats achter landgenote en favoriete Jessica Ennis, sloeg op de tweede dag het noodlot toe. Met drie foutsprongen bij het verspringen duikelde Johnson-Thompson uit de kop van het klassement naar de onderste regionen, waar zij uiteindelijk op een troosteloze 28-ste plaats eindigde.
Katarina Johnson-Thompson komt in atletiekwedstrijden uit voor Liverpool Harriers.

## Titels
- Wereldkampioene zevenkamp - 2019, 2023
- Wereldindoorkampioene vijfkamp - 2018
- Gemenebestkampioene zevenkamp - 2018
- Europees indoorkampioene vijfkamp - 2015, 2019
- Brits indoorkampioene hoogspringen 2014, 2015
- Europees kampioene U23 zevenkamp - 2013
- Wereldjuniorenkampioene verspringen – 2012
- Wereldkampioene B-junioren (U18) zevenkamp – 2009

## Statistieken

### Persoonlijke records
Outdoor
| Onderdeel        | Prestatie | Wind (m/s) | Datum            | Plaats         |
| ---------------- | --------- | ---------- | ---------------- | -------------- |
| 200 m            | 22,79     | +1,3       | 28 mei 2016      | Götzis         |
| 400 m            | 53,7h     |            | 17 mei 2014      | Bebington      |
| 800 m            | 2.04,90   |            | 9 augustus 2024  | Parijs         |
| 100 m horden     | 13,09     | +0,6       | 2 oktober 2019   | Doha           |
| 400 m horden     | 58,3h     |            | 4 mei 2014       | Stretford      |
| hoogspringen     | 1,98 (NR) |            | 12 augustus 2016 | Rio de Janeiro |
| verspringen      | 6,92      | +0,6       | 11 juli 2014     | Glasgow        |
| hinkstapspringen | 12,83     | +0,3       | 6 juli 2014      | Liverpool      |
| kogelstoten      | 14,44     |            | 8 augustus 2024  | Parijs         |
| speerwerpen      | 46,14     |            | 20 augustus 2023 | Boedapest      |
| zevenkamp        | 6981 (NR) |            | 3 oktober 2019   | Doha           |

Indoor
| Onderdeel    | Prestatie    | Datum            | Plaats     |
| ------------ | ------------ | ---------------- | ---------- |
| 60 m         | 7,50         | 18 januari 2014  | Sheffield  |
| 800 m        | 2.12,78      | 6 maart 2015     | Praag      |
| 60 m horden  | 8,18         | 6 maart 2015     | Praag      |
| hoogspringen | 1,97 (ex-NR) | 14 februari 2015 | Sheffield  |
| verspringen  | 6,93 (ex-NR) | 21 februari 2015 | Birmingham |
| kogelstoten  | 13,15        | 1 maart 2019     | Glasgow    |
| vijfkamp     | 5000 (NR)    | 6 maart 2015     | Praag      |

### Opbouw PR meerkamp en potentieel record op basis van persoonlijk records
In de tabel staat de uitsplitsing van het persoonlijk record op de zevenkamp. In de kolommen ernaast staat ook het potentieel record, met alle persoonlijke records op de losse onderdelen en de bijbehorende punten.
|              | Uitsplitsing PR | Uitsplitsing PR | Uitsplitsing PR |              | Potentieel record | Potentieel record |
| Onderdeel    | Prestatie       | Wind (m/s)      | Punten          | Pers. record | Punten            |                   |
| ------------ | --------------- | --------------- | --------------- | ------------ | ----------------- | ----------------- |
| 100 m horden | 13,09           | +0,6            | 1111            | 13,09        | 1111              |                   |
| hoogspringen | 1,95            |                 | 1171            | 1,98         | 1211              |                   |
| kogelstoten  | 13,86           |                 | 785             | 14,44        | 823               |                   |
| 200 m        | 23,08           | +1,0            | 1071            | 22,79        | 1100              |                   |
| verspringen  | 6,77            | +0,2            | 1095            | 6,93         | 1149              |                   |
| speerwerpen  | 43,93           |                 | 743             | 46,14        | 785               |                   |
| 800 m        | 2.07,26         |                 | 1005            | 2.04,90      | 1041              |                   |
| Puntentotaal |                 |                 | 6981            |              | 7221              |                   |

## Palmares

### verspringen
- 2012:  WK U20 – 6,81 m
- 2014:  WK indoor – 6,81 m

### hoogspringen
- 2014:  Britse indoorkamp. – 1,96 m (NR)
- 2015:  Britse indoorkamp. – 1,97 m (NR)
- 2017: 5e WK - 1,95 m

### vijfkamp
- 2015:  EK indoor – 5000 p (NR)
- 2018:  WK indoor – 4750 p
- 2019:  EK indoor - 4983 p

### zevenkamp
- 2009:  WK U18 te Brixen – 5750 p
- 2009: 8e EK U20 te Novi Sad – 5375 p
- 2011: 6e EK U20 te Tallinn – 5787 p
- 2012: 14e OS – 6267 p (na DQ Ljoedmyla Josypenko)
- 2013: 5e WK – 6447 p
- 2014:  Hypomeeting – 6682 p
- 2015: 28e WK - 5039 p
- 2016: 6e OS – 6523 p
- 2017: 4e Hypomeeting - 6691 p
- 2017: 5e WK - 6558 p
- 2018:  Gemenebestspelen - 6255 p
- 2018:  EK - 6759 p
- 2019:  WK - 6981 p
- 2022: 8e WK - 6222 p
- 2023:  WK - 6740 p
- 2024:  OS – 6844 p

1983 Ramona Neubert ·
1987 Jackie Joyner-Kersee ·
1991 Sabine Braun ·
1993 Jackie Joyner-Kersee ·
1995 Ghada Shouaa ·
1997 Sabine Braun ·
1999 Eunice Barber ·
2001 Jelena Prochorowa ·
2003 Carolina Klüft ·
2005 Carolina Klüft ·
2007 Carolina Klüft ·
2009 Jessica Ennis ·
2011 Jessica Ennis ·
2013 Hanna Melnitsjenko ·
2015 Jessica Ennis-Hill ·
2017 Nafissatou Thiam ·
2019 Katarina Johnson-Thompson ·
2022 Nafissatou Thiam ·
2023 Katarina Johnson-Thompson